# Hrabušice
Hrabušice (maďarsky Káposztafálva) jsou obec na východním Slovensku v okrese Spišská Nová Ves v Košickém kraji.

## Přírodní poměry

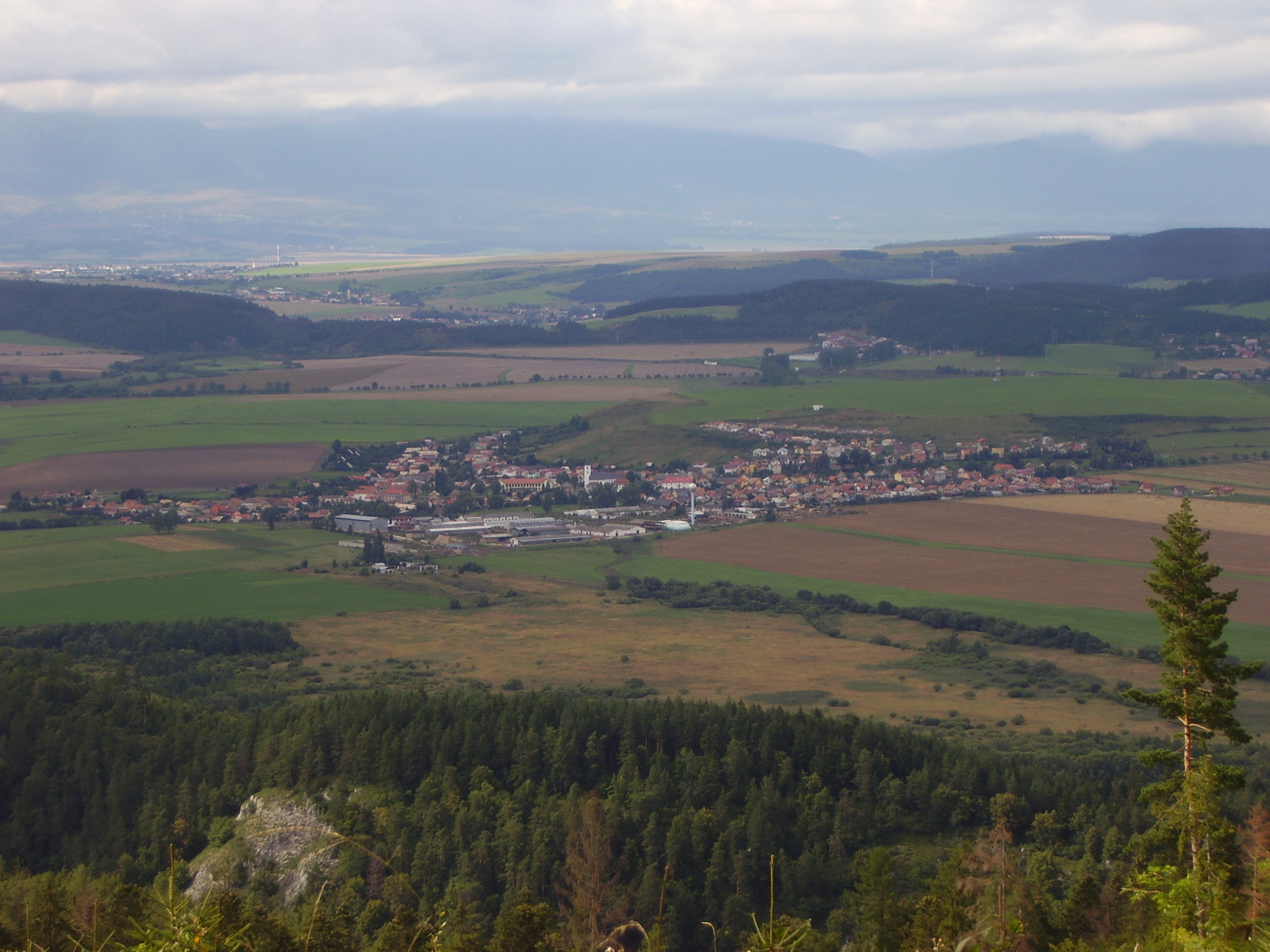
Pohled na Hrabušice z Čertovej sihoťi

Obec se nachází v západní části Hornádské kotliny na severním okraji Slovenského ráje. V sousedství leží obce Spišský Štvrtok, Betlanovce, Letanovce, Stratená, Vernár, Vydrník a Jánovce. Hrabušicemi protéká tzv. Hrabušický potok.

## Pamětihodnosti
V obci stojí katolický kostel sv. Vavřince postavený v polovině 13. století v románském slohu. Přilehlá fara je postavena v renesančním slohu a později barokně přestavěna.
Přibližně dva kilometry od obce na Zelené hoře nad Hrdlem Hornádu se nachází zřícenina středověkého Marcelova hradu.

## Rodáci
- Viktor Jarembák (1934–2000), fotbalista